# Last Night (film, 1998)
Pour les articles homonymes, voir Last Night.
Pour plus de détails, voir Fiche technique et Distribution.
Last Night (ou Minuit au Québec), est un film canadien écrit et réalisé en 1998 par Don McKellar.
Il fait partie de la collection 2000 vu par... diffusé sur Arte sous le titre La Dernière Nuit.

## Synopsis
La fin du monde est prévue depuis plusieurs mois. Le dernier jour à Toronto, une série de personnes se prépare : Patrick Wheeler qui dine en famille, puis retourne chez lui pour vivre seul la dernière soirée. Entre autres, Sandra, qui a acquis deux pistolets, et souhaite se suicider avec son mari juste avant la fin. Craig, qui depuis deux mois a monté le projet de réaliser un grand nombre d'expérimentations sexuelles, avec différents types de femmes, dans différents endroits… Menzies qui donne son premier récital de piano dans une salle prestigieuse.

## Fiche technique
- Titre : Last Night
- Titre original : Last Night
- Titre québécois : Minuit
- Réalisation : Don McKellar
- Scénario : Don McKellar
- Photographie : Douglas Koch
- Production : Daniel Iron et Niv Fichman
- Société de production : Canadian Broadcasting Corporation, Arte France Cinéma
- Pays de production :  Canada,  États-Unis,  France
- Genre  : Comédie noire et science-fiction
- Durée : 95 minutes
- Dates de sortie :
  - Mai 1998 au festival de Cannes
  - 11 septembre 1998 au festival de Toronto
  - Canada : 23 octobre 1998
  - France : 3 mars 1999
  - Belgique : 26 mai 1999

## Distribution
Légende : VQ = version québécoise
- Don McKellar (VQ : Antoine Durand) : Patrick Wheeler
- Sandra Oh (VQ : Marie-Andrée Corneille) : Sandra
- Roberta Maxwell (en) (VQ : Louise Rémy) : madame Wheeler
- Robin Gammell (VQ : Vincent Davy) : monsieur Wheeler
- Sarah Polley (VQ : Christine Bellier) : Jennifer « Jenny » Wheeler
- Trent McMullen : Alex
- Charmion King (VQ : Yolande Roy) : Grand-mère
- Jessica Booker : Rose
- David Cronenberg (VQ : Jean-Luc Montminy) : Duncan
- Tracy Wright : Donna
- Callum Keith Rennie : Craig Zwiller
- Karen Glave : Lily
- Geneviève Bujold (VQ : Claudine Chatel) : Mme. Carlton
- Bob Martin (VQ : Michel M. Lapointe) : annonceur de nouvelles

## Distinctions
- 20 nominations, 12 récompenses
- Prix de la jeunesse au Festival de Cannes
- Meilleur premier film canadien au Festival de Toronto
- Meilleur réalisateur aux Canadian Comedy Awards

## Extraits musicaux
- (Last Night) I Didn't Get to Sleep at All, de Tony Macaulay
- Silent Night, de Rita MacNeil
- First Noel, de K. Papworth
- We Wish You a Merry Christmas, de P. Lewis
- I've Been Watching You (Move Your Sexy Body), de Garry Shider, Glenn Goins et George Clinton Jr.
- Last Song, d'Edward Bear
- Takin' Care of Business, de Randy Bachman
- Guantanamera, de José Fernandez Diaz, Julian Orbon, Pete Seeger et José Marti